# Abbaye de Mallersdorf
 (février 2016).
Si vous disposez d'ouvrages ou d'articles de référence ou si vous connaissez des sites web de qualité traitant du thème abordé ici, merci de compléter l'article en donnant les références utiles à sa vérifiabilité et en les liant à la section « Notes et références ».
L'abbaye de Mallersdorf est une ancienne abbaye bénédictine située dans le village de Mallersdorf dans le diocèse de Ratisbonne en Bavière. C'est aujourd'hui un couvent servant de maison-mère aux Pauvres franciscaines de la Sainte-Famille, dites Sœurs de Mallersdorf.

## Historique
L'abbaye a été fondée en 1107 par Heinrich von Kirchberg, ministériel de l'abbaye du Niedermünster de Ratisbonne. Elle est placée sous le patronage de saint Jean l'Évangéliste et accueille au départ les moines de l'abbaye de Michaelsberg de Bamberg et de l'abbaye Saint-Emmeran de Ratisbonne. L'abbé Eppo (1122-1143) procède à une réforme inspirée de l'abbaye de Saint-Georges-en-Forêt-Noire (de) et de l'abbaye de Hirsau. L'abbaye était alors subordonnée à l'évêque de Bamberg, Othon Ier et placée sous la protection directe du pape Innocent II (1130-1143). L'abbé Eppo dissout en 1136 le double-monastère (c'est-à-dire que l'abbaye était divisée en un monastère masculin et un monastère féminin), transférant le monastère féminin au village voisin d'Eitting. Une nouvelle église abbatiale est construite au XIIe siècle dans le style roman. L'abbaye vit une période d'épanouissement spirituel aux XIIIe et XIVe siècles, suivant l'exemple de l'abbaye de Kastl (de).
À l'époque de la Réforme protestante, elle échappe de peu à la dissolution. Son école avait excellente réputation dans toute la contrée. Elle connaît encore une période d'essor au XVIIIe siècle. L'intérieur de l'église est décoré dans le goût baroque avec un maître-autel d'Ignaz Günther qui exploite les thèmes de l'Apocalypse de saint Jean. On remarque la femme de l'Apocalypse revêtue du soleil et couronnée de douze étoiles, recouverte des ailes d'aigle. En face, se trouve le dragon à sept têtes, vaincu de son épée par l'archange saint Michel. Les autres autels sont l'œuvre de Mathias Obermayr (de) et les tableaux de Martin Speer (de). Christian Johran l'Aîné (de) sculpte les figures rococo de la chaire et de l'orgue. Les fresques de la nef sont de la main de Matthias Schiffer (de), celles du chœur de Johann Adam Schöpf (de) (1741).
L'abbaye est finalement dissoute après sept siècles d'existence, par le recès d'Empire de 1803, inspiré par Napoléon Bonaparte. Ses bâtiments et domaines sont vendus à l'encan. L'administration locale s'y installe en 1807.
L'abbaye est mal entretenue et finalement à vendre. Elle est achetée en 1869 par une nouvelle congrégation apostolique féminine en plein essor, les Pauvres franciscaines de la Sainte-Famille. Celles-ci agrandissent au fil du temps les bâtiments, en construisent et en modernisent d'autres. Elles y installent peu à peu une maison de retraite, une collège-lycée pour jeunes filles (la Nardini-Realschule d'après le nom de leur fondateur), une école supérieure de formation pour les enseignantes et soignantes de la congrégation (académie supérieure de formation sociale) et surtout leur maison-mère. Elles sont 500 religieuses à y vivre aujourd'hui en 2011. Manfred Müller, ancien évêque de Ratisbonne s'y installe après sa retraite en 2002 et y meurt en 2015.
De plus les religieuses tiennent une brasserie, fondée en 1623, qui produit 80 hectolitres par semaine et plus de 3 000 hectolitres par an. Mallersdorf est donc l'un des rares monastères féminins à produire de la bière.

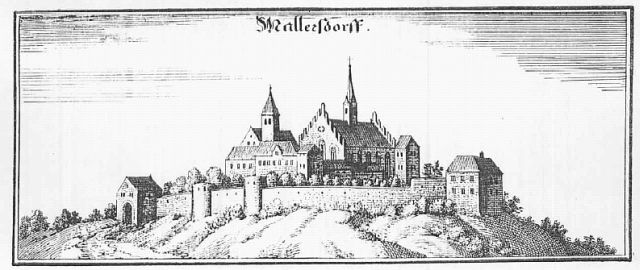
Vue de l'abbaye de Mallersdorf en 1644 (gravure de Topographia Germaniae de Matthaeus Merian)